# Mary Ann Hortonová
Mary Ann Hortonová, nepřechýleně Horton (* 21. listopadu 1955) je průkopnicí Usenetu a internetu. Přispěla do systému Berkeley UNIX (BSD), včetně editoru vi a databáze terminfo, vytvořila první nástroj pro binární přílohy elektronické pošty uuencode a v 80. letech 20. století vedla rozvoj sítě Usenet.
Horton se úspěšně přičinila o přidání prvních formulací zahrnujícího transrodové osoby do politiky rovného zaměstnávání ve velké americké společnosti a zasadila se o jazyk a pojistné krytí zdravotních benefitů pro transrodové osoby v jiných společnostech.
Mary Ann Hortonová je počítačová vědkyně a věnuje se vzdělávaní a aktivizmu v oblasti práv transrodových lidí.

## Vzdělání
Mary Ann Horton se narodila v Richlandu ve státě Washington a vyrůstala na severozápadě Tichého oceánu. V roce 1970 našla zálibu v programování počítačů. V roce 1971 se přestěhovala do okresu San Diego Kalifornii V roce 1973 absolvovala střední školu San Dieguito High School. V roce 1976 získala titul BSCS na University of Southern California, poté získala titul MSCS na University of Wisconsin a v roce 1978 přestoupila na University of California v Berkeley, kde v roce 1981 získala titul PhD v oboru počítačových věd.
Ve Wisconsinu se seznámila s Unixem a vytvořila pro něj vylepšený textový editor s názvem hed.  Na Berkeley se podílela na vývoji systému Berkeley UNIX, včetně textového editoru vi, uuencode (první mechanismus pro binární přílohy E-mail), w a load averages, termcap a curses.  Její doktorskou prací bylo vytvoření nového typu syntakticky orientovaného editoru s textovým rozhraním.  Tato technologie byla později použita k vytvoření nástrojů pro počítačem podporované softwarové inženýrství.
V roce 1980 přinesla Horton do Berkeley systém Usenet A News a začala se zasazovat o jeho růst ze sítě o deseti místech. K původní technologii Usenet dialup UUCP přidala podporu pro Berknet a ARPANET a přidala bránu mezi několika populárními diskusními seznamy ARPANET a diskusními skupinami usenet "fa".  V roce 1981 ji požádal středoškolský student Matt Glickman o projekt na jarní prázdniny a oba navrhli a implementovali službu B News, která nabízela zásadní zlepšení výkonu a uživatelského rozhraní, jež bylo nutné k udržení kroku s prudkým nárůstem objemu provozu sítě Usenet.

## Práce v systému UNIX a na internetu
V roce 1981 se Mary Ann Horton stala členkou technického personálu Bellových laboratoří v Columbusu ve státě Ohio. V Bell Labs přenesla části systému Berkeley UNIX do systému UNIX System V, včetně vi a curses; v rámci práce na curses vyvinula terminfo jako náhradu za termcap (většina této práce byla dodána jako součást SVR2). V roce 1987 nastoupila do Bell Labs Computation Center, aby v Bell Labs zavedla oficiální podporu pro Usenet a E-mail.
Mary Ann Horton pokračovala ve vedení Usenetu až do roku 1988. Během této doby podporovala rychlý růst tím, že zařizovala informační kanály pro nové stránky. Každá nová stránka souhlasila s tím, že bude zdrojem zpráv pro další dvě nové stránky, jakmile to bylo potřeba. Tato politika přispěla k růstu Usenetu na více než 5000 stránek do roku 1987. V roce 1983 pro projekt získala nové členy a navrhla původní fyzickou topologii páteřní sítě Usenetu. Gene "Spaf" Spafford pak vytvořil e-mailový seznam správců páteřní sítě a několika vlivných přispěvatelů. Tento seznam se stal známým jako Backbone Cabal a sloužil jako „politická (tj. rozhodovací) páteř“. Páteř zajišťovala spolehlivost a výkonnost celé sítě.
Usenet začínal s pouhými několika zprávami denně, ale objem rychle rostl a stal se problémem.  Horton přidala moderované diskusní skupiny, rozlišené názvy začínajícími na „mod“ nebo obsahujícími „announce“, a moderovala první takovou diskusní skupinu: news.announce.important. Zprávy mohl vkládat pouze moderátor, všechny ostatní zprávy byly automaticky zasílány moderátorovi ke schválení. Nakonec byl software B News vylepšen tak, aby umožňoval moderovat jakoukoli diskusní skupinu s libovolným názvem.
Usenet se spoléhal na e-mailové odpovědi, což vyžadovalo, aby odkazy na Usenet mohly být použity pro e-mail. Zpočátku všechny zprávy Usenetu a UUCP používaly jako e-mailové adresy tzv. „bang paths“, například unc!research!ucbvax!mark. Horton řídila tento proces elektronické pošty, včetně používání brány ARPANET/UUCP, pomocí směrovaných e-mailových adres, například cbosgd!mark@berkeley. Tyto adresy byly složité, spletité a někdy nejednoznačné. Když byly v roce 1983 poprvé vytvořeny internetové domény, Horton se zasadila o jejich používání a publikovala klasický článek „Co je to doména?“.
V lednu 1984 Horton na Usenixu získala skupinu dobrovolníků, kteří vytvořili projekt mapování UUCP. Projekt rozdělil svět na geografické oblasti. Dobrovolník pro každý region spravoval mapu konektivity UUCP daného regionu a pravidelně ji zveřejňoval v diskusní skupině comp.mail.maps. V každé lokalitě byl spuštěn program pathalias Steva Bellovina a Petera Honeymana, který z této mapy vytvářel lokálně optimalizovanou databázi směrování elektronické pošty. Horton spolupracovala s Chrisem Seiwaldem a Larrym Autonem na vytvoření programu smail, který tuto databázi používal ke směrování e-mailů, a to pomocí e-mailových adres, jako je mark@cbosgd.UUCP.
V polovině 80. let minulého století se v počátcích používaly domény .ARPA, .UUCP, .CSNET a .BITNET jako domény nejvyšší úrovně, které představovaly čtyři hlavní e-mailové sítě.  V lednu 1986 Horton zastupovala UUCP na schůzce, jejímž cílem bylo dohodnout technickou spolupráci těchto sítí.  Dalšími účastníky byli Dan Oberst zastupující síť BITNET, Craig Partridge zastupující síť CSNET a Ken Harrenstein, který schůzku pořádal jménem sítě ARPANET.  Harrenstein přesvědčil ostatní, aby podpořili vytvoření šesti funkčních domén nejvyšší úrovně COM, EDU, ORG, NET, GOV a MIL.  Každá síť byla oprávněna registrovat domény COM, EDU, ORG a NET.  Tato skupina registrátorů byla předchůdcem registru doménových jmen ICANN.
Horton zavedla část registru UUCP reorganizací projektu UUCP na "zónu UUCP". Spolu s Timem Thompsonem zaregistrovala 150 organizací, které používaly pouze UUCP, s oficiálně schválenými doménami .COM a .EDU. mark@stargate.com se stala platnou e-mailovou adresou UUCP, i když zpráva byla doručována prostřednictvím UUCP přes vytáčené modemové spojení.
Zóna UUCP se spojila s projektem Stargate Laurena Weinsteina, který vybudoval pilotní projekt přenosu Usenetu přes satelitní televizi a založili Stargate Information Systems. První doména, kterou si zaregistrovali, byla stargate.com, druhou byl Hortonův zaměstnavatel, att.com. Doména att.com se připojovala k internetu pomocí vytáčených modemů až do roku 1990, kdy Horton implementovala architekturu firewallu Billa Cheswicka a vytvořila tak první připojení AT&T k internetu pomocí protokolu TCP/IP s prokazatelně bezpečným firewallem.
Hortonové kniha Portable C Software z roku 1990 se stala oblíbenou příručkou pro programování v jazyce C. Uváděla funkce a programovací techniky, které lze spolehlivě používat na mnoha různých typech počítačových systémů a které metody jsou nepřenosné.
V roce 1992 vytvořila Mary Ann Horton pro Bell Labs interní e-mailový balík nazvaný EMS (Electronic Messaging System). Tento balíček integroval stávající e-mailový systém založený na UUCP s adresářem bílých stránek AT&T "POST" a světem e-mailů založených na doménách.  Vytvořila a vedla podporovanou e-mailovou službu pro Bell Labs.  Tento systém podporoval mnoho formátů e-mailových adres včetně těch, které se dynamicky dotazovaly na adresář POST: 

Handle: mark@att.com

Celé jméno: Mark.R.Horton@att.com

Vysílání do budovy: locoh0012/allyes@att.com 

Komplexní dotaz: všichni techničtí manažeři a ředitelé v Columbusu: locoh0012/tltmgr/tldir/allyes@att.com

V roce 2000 nastoupila Hortonová do společnosti Avaya, kde zastávala pozici senior manažerky podnikového e-mailu a adresáře společnosti Avaya. V roce 2002 se Hortonová připojila ke skupině UNIX Implementation Engineering ve společnosti Bank One, kterou v roce 2004 koupila společnost JPMorgan Chase. Nakonec si Hortonová splnila svůj celoživotní sen a v roce 2007 se přestěhovala z Columbusu do San Diega, kde nastoupila do týmu Transmission Grid Operations společnosti Sempra Energy.

## Práce v oblasti rozmanitosti
Hortonová je transrodová žena. V roce 1987 přijala jméno Mary Ann a v roce 1989 založila první podpůrnou skupinu pro transrodové osoby v Columbusu, Crystal Club. V roce 1997 se připojila k EQUAL, skupině zaměstnanců společnosti Lucent zaměřené na LGBT, a poznala, jakou hodnotu má být v práci „out“, podpořená politikou nediskriminace v rámci rovných příležitostí. V té době žádná významná společnost nezahrnovala do svých zásad EO jazyk týkající se transrodových osob. Horton požádala o její začlenění do zásad společnosti Lucent a doporučila formulaci „rodová identita, charakteristiky nebo vyjádření“. Díky tomu se Lucent stal první velkou společností, která v roce 1997 do svých zásad EO přidala transrodově inkluzivní jazyk.
Horton se v té době identifikovala jako crossdresser, někdy vystupovala jako Mark a někdy jako Mary Ann. Po zveřejnění politiky EO společnosti Lucent pracovala Horton ve společnosti Lucent především jako Mark, ale příležitostně jako Mary Ann. Byla první známou crossdresserkou, která úspěšně pracovala na částečný úvazek jako žena pro velkou společnost. Navzdory kontroverzím ohledně schopnosti korporátní Ameriky vypořádat se s crossdresserem na částečný úvazek byla zkušenost Hortonové na pracovišti pozitivní.
Hortonová se zasazovala o doplnění jazyka zahrnujícího transrodové lidi i u dalších společností a podporovala jeho doplnění do EO politik společností Apple, Xerox, Chase a později i do Bank One a Sempra Energy. Termín „charakteristiky“ měl zahrnovat i intersexuální osoby, ale byl odstraněn po diskusích s intersexuálními aktivisty, kteří uvedli, že jejich potřeby nejlépe vystihuje „vyjádření pohlaví“.
Horton byla jednou z prvních transrodových hereček, které v televizi hráli transrodovou roli. V červnu 2003 se objevila v roli Aurory, vedoucí pracovnice firmy, v reklamě pro Stonewall Columbus s názvem The Boardroom (zasedací místnost). V říjnu 2001 získala Mary Ann Horton od organizace Out & Equal Workplace Advocates za svou práci pro společnosti Lucent a Avaya cenu „Trailblazer“. Následující týden přešla na jinou pozici a prezentovala se na plný úvazek jako Mary Ann. Během několika následujících let podnikla příslušné lékařské kroky a legálně si změnila jméno na Mary Ann Hortonová a pohlaví na ženské.
V 90. letech 20. století většina zaměstnavatelských zdravotních pojišťoven odmítala hradit operaci změny pohlaví (SRS) nebo cokoli s ní souvisejícího. Mary Ann Horton se zasadila o zahrnutí zdravotních benefitů pro transrodové osoby (transgender health benefits, THBs) do těchto pojistek. V roce 2000 dokumentovala hrazení nákladú na SRS společností Lucent. Zasazovala se o zařazení bodů za THB do Indexu rovnosti firem (Corporate Equality Index) organizace Human Rights Campaign, které byly přidány v roce 2005.
V roce 2002 shromáždila Horton údaje od 13 z 15 hlavních chirurgů provádějících SRS, aby zjistila výskyt, vlastní prevalenci, a průměrné náklady na operace související se SRS. Tyto údaje, prezentované na Out & Equal Annual Workplace Summit
ukázaly, že náklady na pokrytí THB, které byly dříve považovány za velmi vysoké, jsou ve skutečnosti velmi nízké, méně než 40 centů na obyvatele USA ročně. Tyto údaje v kombinaci s body HRC CEI vedly ke zvýšení pokrytí THB velkými zaměstnavateli.

## Současný stav
Mary Ann Horton  žije ve městě Poway v Kalifornii. Do důchodu odešla ze společnosti Sempra Energy jako hlavní programátorka/analytička EMS. (V tomto případě je EMS zkratkou pro systém řízení spotřeby energie, řídicí systém SCADA).
Je také konzultantkou v otázkách transrodovosti na pracovišti a technologií UNIX a internetu. Vlastní společnost Red Ace Technology Solutions,  která poskytuje neziskovým organizacím a malým podnikům zvýhodněné webhostingové služby.